# Bariumdithionat
Bariumdithionat ist eine anorganische chemische Verbindung des Bariums aus der Gruppe der Dithionate.

## Gewinnung und Darstellung
Bariumdithionat kann durch Reaktion von Mangandithionatlösung mit Bariumhydroxid gewonnen werden.
{\displaystyle \mathrm {MnS_{2}O_{6}+Ba(OH)_{2}\longrightarrow BaS_{2}O_{6}+Mn(OH)_{2}} }

## Eigenschaften
Das in Form eines Dihydrates vorliegende Bariumdithionat ist ein farbloser, luftbeständiger Feststoff, der leicht löslich in Wasser und unlöslich in Alkohol ist. Beim Erhitzen erfolgt bei 120 °C Abgabe des Kristallwassers und ab 140 °C findet eine merkliche Zersetzung unter Schwefeldioxid-Entwicklung und Bildung von Bariumsulfat statt.
Er besitzt eine monokline Kristallstruktur mit der Raumgruppe C2/c (Raumgruppen-Nr. 15).